# ІК Оскарсгамн
 ІК Оскарсгамн  (швед. IK Oskarshamn) — хокейний клуб з м. Оскарсгамн, Швеція.

## Історія
Хокейний клуб був заснований 27 травня 1970 року внаслідок об'єднання двох інших команд Оскарсгамн АІК та ІФК Оскарсгамн.
У 2019 році клуб вийшов до вищого дивізіону шведського хокею.

## Досягнення
- Вихід у Шведську хокейну лігу: 2019.

## Відомі гравці
- Пер Густафссон
- Грег Маулдін
- Ніклас Яльмарссон